# Europejskie Kolegium Bezpieczeństwa i Obrony
Europejskie Kolegium Bezpieczeństwa i Obrony (skrót: EKBiO, ang. European Security and Defence College, ESDC) – kolegium utworzone w ramach wspólnej polityki zagranicznej i bezpieczeństwa na mocy wspólnego działania Rady. EKBiO jest obecnie zorganizowane jako sieć instytucji w Unii Europejskiej. Jego celem jest szerzenie wiedzy dotyczącej wspólnej polityki bezpieczeństwa i obrony (dawniej: europejskiej polityki bezpieczeństwa i obrony) wśród personelu cywilnego i wojskowego. W chwili obecnej Kolegium przygotowuje program i moduły szkoleniowe dla przyszłego personelu kierowniczego.